# Cases d'Histoire
Cases d'Histoire est un webzine français traitant de la bande dessinée historique et ouvert en février 2015 par Stéphane Dubreil, Thierry Lemaire et Philippe Peter. Chaque année, la rédaction décerne un prix récompensant une bande dessinée historique.

## Histoire
Cases d'Histoire est ouvert à l'initiative de Stéphane Dubreil, Thierry Lemaire et Philippe Peter. Plusieurs des rédacteurs sont membres de l'Association des critiques et des journalistes de bande dessinée (ACBD).
La rédaction se compose de plusieurs historiens de formation et le site invite également des spécialistes comme Pascal Ory et Laurent Mélikian.

## PrixCases d'Histoire
La rédaction a distingué plusieurs ouvrages en leur décernant le « prix Cases d'Histoire », après sélection parmi les demi-finalistes puis les finalistes :
- 2015 : Nicolas Juncker pour La Vierge et la Putain (Glénat)[5] ;
- 2016 : Luigi Critone pour Je, François Villon, d’après Jean Teulé (Delcourt)[6] ;
- 2017 : Richard Guérineau pour Henriquet, l’homme-reine (Delcourt)[7] ;
- 2018 : Jean Dytar pour Florida (Delcourt)[8] ;
- 2019 : Gaétan Nocq pour Le Rapport W (Daniel Maghen)[9] ;
- 2020 : Alcante (scénario), Laurent-Frédéric Bollée (scénario) et Denis Rodier (dessin) pour La Bombe (Glénat)[10] ;
- 2021 : Raphaël Meltz (scénario), Louise Moaty (scénario) et Simon Roussin (dessin) pour Des Vivants (Éditions 2024)[11] ;
- 2022 : Benoit Vidal (scénario et dessin) pour Gaston en Normandie[12] (Éditions FLBLB) ;
- 2023 : Florent Grouazel et Younn Locard (scénario et dessin) pour Révolution II. égalité – Livre 1[13] (Éditions de l'An 2) ;
- 2024 : Luz (scénario et dessin) pour Deux filles nues[14] (Éditions Albin Michel)

### Documentation
- Robert Laplante, « Thierry Lemaire: la bande dessinée sous la loupe de l'Histoire », HuffPost Québec,‎ 26 septembre 2015 (lire en ligne).